# Adolphe Theodore Brongniart
Adolphe Théodore Brongniart (París, 14 de enero de 1801 - 18 de febrero de 1876) fue médico, botánico y fitopaleontólogo francés.

## Biografía
Era hijo del geólogo Alexandre Brongniart y nieto del arquitecto, Alexandre-Théodore Brongniart. Estudió Medicina y de mejor grado Botánica en 1827 en la Universidad de París. Acto seguido fue profesor en la Facultad de Medicina de la Sorbona.
En 1833 fue profesor de botánica y de fisiología vegetal vegetal en el Jardin des plantes.
En 1834 fue designado miembro de la Academia Francesa de Ciencias, en 1852 fue designado inspector general de Ciencias Naturales de todas las facultades francesas y en 1866 miembro del Consejo Imperial de los Asuntos Públicos.
Sus trabajos fueron pioneros sobre las relaciones existentes entre las plantas actuales y las extintas, lo que le ha permitido el título de «padre de la paleobotánica». Su mayor trabajo sobre las plantas fósiles fue su Histoire des végétaux fossiles (1828-1837). En 1827 publicó el primer trabajo sobre el desarrollo del polen.
Fundó los Annales des Sciences Naturelles en 1824 con Jean Victoire Audouin y Jean-Baptiste Dumas. También fundó la Sociedad Botánica de Francia en 1854, y fue su primer presidente.

## Géneros nombrados por Brongn., ordenadas en familias botánicas
Ampelidaceae
- Leea Brongn.

Apiaceae
- Amni Brongn.

- Araceae

- Scaphispatha Brongn. ex Schott
- Taccarum Brongn. ex Schott
- Taccarum Brongn.

Araliaceae
- Myodocarpus Brongn. & Gris

Arecaceae
- Cyphokentia Brongn.
- Kentiopsis Brongn.

Brassicaceae
- Ethionema Brongn.

Bromeliaceae
- Aechmaea Brongn.
- Androlepis Brongn. ex Houllet
- Araeococcus Brongn.
- Echinostachys Brongn.
- Melinonia Brongn.
- Neumannia Brongn.
- Pepinia Brongn. ex André
- Pogospermum Brongn.

Bruniaceae
- Audouinia Brongn.
- Berardia Brongn.
- Berzelia Brongn.
- Raspalia Brongn.
- Thamnea Sol. ex Brongn.
- Tittmannia Brongn.

Campanulaceae
- Drobrowskia Brongn.

Capparaceae
- Courbonia Brongn.

Coniferae
- Pachylepis Brongn.

Cunoniaceae
- Pancheria Brongn. & Gris

Cyclanthaceae
- Ludovia Brongn.

Cyperaceae
- Becquerelia Brongn.
- Elaeocharis Brongn.
- Pleurostachys Brongn.

Dilleniaceae
- Trimorphandra Brongn. & Gris
- Dracaenaceae
- Anatis Sessé & Moc. ex Brongn.

Elaeocarpaceae
- Dubouzetia Pancher ex Brongn.
- Dubouzetia Pancher ex Brongn. & Griseb.

Epacridaceae
- Cyathopsis Brongn. & Gris

Ericaceae
- Scyphogyne Brongn. & Phillips
- Scyphogyne Brongn.

Euphorbiaceae
- Monotaxis Brongn.

Fabaceae
- Bartlingia Brongn.
- Chorosema Brongn.

Joinvilleaceae
- Joinvillea Gaudich. ex Brongn. & Gris

Lamiaceae
- Elschotzia Brongn.

Fabaceae
- Bartlingia Brongn.
- Chorosema Brongn.
- Coquebertia Brongn.
- Dorychnium Brongn.

Liliaceae
- Roulinia Brongn.
- Scleronema Brongn. & Gris
- Xeronema Brongn. & Gris

Lythraceae
- Cuphoea Brongn. ex Neumann

Malvaceae
- Kosteletskya Brongn.
- Lebretonnia Brongn.

Marantaceae
- Marantochloa Brongn. ex Gris

Myrtaceae
- Arillastrum Pancher ex Brongn. & Gris
- Bertholletia Brongn.
- Cloezia Brongn. & Gris
- Fremya Brongn. & Gris
- Piliocalyx Brongn. & Gris
- Pleurocalyptus Brongn. & Gris
- Salisia Pancher ex Brongn. & Gris
- Spermolepis Brongn. & Gris
- Tristaniopsis Brongn. & Gris
- Syzygium Brongn.

Nyctaginaceae
- Vieillardia Brongn. & Gris

Orchidaceae
- Decaisnea Brongn.
- Hexadesmia Brongn.
- Houlletia Brongn.
- Oxyanthera Brongn.

Pandanaceae
- Barrotia Brongn.

Parkeriaceae
- Ceratopteris Brongn.

Pittosporaceae
- Cheiranthera Brongn.
- Cheiranthera A.Cunn. ex Brongn.

Poaceae
- Androscepia Brongn.
- Anomochloa Brongn.
- Coelorachis Brongn.
- Garnotia Brongn.
- Lophatherum Brongn.

Primulaceae
- Asterolinion Brongn.

Proteaceae
- Garnieria Brongn. & Gris
- Kermadecia Brongn. & Gris

Rhamnaceae
- Colubrina Rich. ex Brongn.
- Colubrina Brongn.
- Retanilla Brongn.
- Sageretia Brongn.
- Scutia Comm. ex Brongn.
- Scutia (Comm. ex DC.) Brongn.
- Soulangia Brongn.
- Trichocephalus Brongn.
- Willemetia Brongn.

Rosaceae
- Hulthenia Brongn.

Rubiaceae
- Bikkiopsis Brongn. & Gris
- Grisia Brongn.

Scrophulariaceae
- Alonzoa Brongn.
- Freylenia Brongn.

Violaceae
- Agation Brongn.

Zamiaceae
- Ceratozamia Brongn.

## Obra
- "Essai d'une classification naturelle des champignons" (1825)
- "Mémoire sur la famille des rhamnées" (1826)
- " Prodrome d'une histoire des végétaux fossiles " París (1828)
- "Histoire des végétaux fossiles, ou recherches botaniques et géologiques sur les végétaux renfermés dans les diverses couches du globe" 1828-47, 2 vols.
- "Enumération des genres des plantes cultivées au Musée d'histoire naturelle de Paris" 1843, 2ª ed. 1850
- "Rapport sur les progrès de la botanique phytographique" Archivado el 19 de enero de 2010 en Wayback Machine. 1868
- "Recherches sur les graines fossiles silicifiées" 1881. Editado después de su muerte

## Premios y reconocimientos
Por sus contribuciones al conocimiento científico en 1841 fue galardonado con la Medalla Wollaston de la Geological Society of London.

## Eponimia
- (Lycopodiaceae) Urostachys brongniartii Herter ex Nessel & Hoehne[1]